# جوی (تگزاس)
جوی (به انگلیسی: Joy) یک منطقهٔ مسکونی در ایالات متحده آمریکا است که در شهرستان کلی، تگزاس واقع شده‌است. جوی ۳۲۴٫۹۲ متر بالاتر از سطح دریا واقع شده‌است.